# Rose Schneiderman
Rose Schneiderman (Sawin, Zarato ruso, 6 de abril de 1882-Estados Unidos, Nueva York, 11 de agosto de 1972) fue una feminista y socialista estadounidense de origen judío nacida en Polonia, y una de las líderes sindicales femeninas más prominentes. Como miembro de la Liga de Sindicatos de Mujeres de Nueva York, llamó la atención sobre las condiciones inseguras en el lugar de trabajo, luego del Incendio en la fábrica Triangle Shirtwaist de Nueva York de 1911, y como sufragista, ayudó a aprobar el referéndum estatal de Nueva York de 1917 que otorgó a las mujeres el derecho a votar. Schneiderman también fue miembro fundador de la Unión Estadounidense por las Libertades Civiles y formó parte de la Junta Asesora Laboral de la Administración Nacional de Recuperación bajo la presidencia de Franklin D. Roosevelt. Se le atribuye haber acuñado la frase "Pan y Rosas" para indicar el derecho de un trabajador a algo más elevado que la vida de subsistencia.

## Primeros años
Rose Schneiderman nació como Rachel Schneiderman el 6 de abril de 1882, la primera de cuatro hijos de una familia religiosa judía, en la aldea de Sawin, a 14 kilómetros (9 millas) al norte de Chełm en la Polonia rusa. Sus padres, Samuel y Deborah (Rothman) Schneiderman, trabajaban en los oficios de costura. Schneiderman primero fue a la Escuela Hebrea, normalmente reservada para niños, en Sawin, y luego a una escuela pública rusa en Chełm. En 1890, la familia emigró al Lower East Side de la ciudad de Nueva York. El padre de Schneiderman murió en el invierno de 1892, dejando a la familia en la pobreza. Su madre trabajaba como costurera, tratando de mantener a la familia unida, pero la tensión financiera la obligó a poner a sus hijos en un orfanato judío durante algún tiempo. Schneiderman dejó la escuela en 1895 después del sexto grado, aunque le hubiera gustado continuar su educación. Ella fue a trabajar, comenzando como cajera en una tienda por departamentos y luego en 1898 como cosidora en una fábrica de tapas en el Lower East Side. En 1902, ella y el resto de su familia se mudaron brevemente a Montreal, donde desarrolló un interés tanto en la política radical como en el sindicalismo. 
Regresó a Nueva York en 1903 y, con un trabajador asociado, comenzó a organizar a las mujeres en su fábrica. Cuando solicitaron un estatuto para el United Cloth Hat y Cap Makers Union, el sindicato les dijo que regresaran después de haber logrado organizar a veinticinco mujeres. Lo hicieron en cuestión de días y el sindicato contrató a su primer local de mujeres. 
Schneiderman obtuvo un reconocimiento más amplio durante una huelga de fabricantes de capital en toda la ciudad en 1905. Elegida secretaria de su local y delegada del Sindicato Central del Trabajo de la Ciudad de Nueva York, entró en contacto con la Liga de Sindicatos de Mujeres (en inglés: Women's Trade Union Leage, WTUL) de Nueva York, una organización que prestó apoyo moral y financiero a los esfuerzos de organización de las trabajadoras. Rápidamente se convirtió en uno de los miembros más destacados y fue elegida vicepresidenta de la sucursal de Nueva York en 1908. Ella salió de la fábrica para trabajar para la liga, asistiendo a la escuela con un estipendio proporcionado por uno de los partidarios adinerados de la Liga. Participó activamente en el Levantamiento de los 20.000, la huelga masiva de trabajadoras de camisas en la ciudad de Nueva York dirigida por el Sindicato Internacional de Trabajadoras de la Confección de Damas en 1909. También fue miembro clave del primer Congreso Internacional de Mujeres Trabajadoras de 1919, cuyo objetivo era abordar las condiciones laborales de las mujeres en la primera Convención anual de la Organización Internacional del Trabajo. 

### Incendio en la Fábrica Triangle Shirtwaist

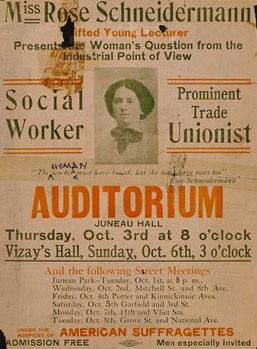
Cartel anterior a 1920 sobre un evento de Rose Schneiderman.

El incendio en la fáfrica Triangle Shirtwaist en 1911, en el que 146 trabajadores de la confección fueron quemados vivos o murieron saltando del noveno piso de un edificio de una fábrica, dramatizó las condiciones que Schneiderman, el WTUL y el movimiento sindical estaban luchando. El WTUL había documentado condiciones inseguras similares (fábricas sin escapes de incendio o que habían cerrado las puertas de salida para evitar que los trabajadores robaran materiales) en docenas de talleres de explotación en la ciudad de Nueva York y las comunidades circundantes; Veinticinco trabajadores habían muerto en un incendio similar en una fábrica de explotación en Newark, Nueva Jersey, poco antes del desastre del Triángulo. Schneiderman expresó su enojo en la reunión conmemorativa celebrada en la Metropolitan Opera House el 2 de abril de 1911, a una audiencia compuesta en gran parte por los miembros adinerados de la WTUL: 
Sería una traidora a estos pobres cuerpos quemados si viniera aquí para hablar de buena comunión. Lo hemos probado como buena gente del público y lo hemos encontrado con ganas. La vieja Inquisición tenía su estante y sus tornillos de mano y sus instrumentos de tortura con dientes de hierro. Sabemos qué son estas cosas hoy; los dientes de hierro son nuestras necesidades, los tornillos de mariposa son la maquinaria rápida y de alta potencia cerca de la cual debemos trabajar, y el estante está aquí en las estructuras de trampa de fuego que nos destruirán en el momento en que se incendien.
Esta no es la primera vez que las niñas son quemadas vivas en la ciudad. Cada semana debo enterarme de la muerte prematura de una de mis hermanas trabajadoras. Cada año miles de nosotras somos mutiladas. La vida de hombres y mujeres es tan barata y la propiedad es tan sagrada. Hay tantas de nosotras para un trabajo que importa poco si 143 de nosotras somos quemadas hasta la muerte.
Los hemos probado ciudadanos; lo estamos probando ahora, y tiene un par de dólares para las afligidas madres y hermanos y hermanas a modo de obsequio de caridad. Pero cada vez que los trabajadores salen de la única manera que saben para protestar contra las condiciones que son insoportables, la mano dura de la ley puede presionarnos fuertemente.
Los funcionarios públicos solo tienen palabras de advertencia para nosotros, advirtiendo que debemos ser intensamente ordenados y debemos ser intensamente pacíficos, y que tienen el lugar de trabajo justo detrás de todas sus advertencias. La mano fuerte de la ley nos devuelve, cuando nos levantamos, a las condiciones que hacen la vida insoportable.

No puedo hablarles a ustedes que están reunidos aquí. Se ha derramado demasiada sangre. Sé por experiencia que depende de los trabajadores salvarse a sí mismos. La única forma en que pueden salvarse es mediante un fuerte movimiento de la clase trabajadora.
A pesar de sus duras palabras, Schneiderman continuó trabajando en la WTUL como organizadora, volviendo a ella después de un año frustrante en el personal del ILGWU dominado por los hombres. Posteriormente se convirtió en presidente de su rama de Nueva York, luego en su presidente nacional durante más de veinte años hasta que se disolvió en 1950. 
En 1920, Schneiderman se postuló para el Senado de los Estados Unidos como candidata del Partido Laborista del Estado de Nueva York, recibiendo 15.086 votos y terminando detrás de la prohibicionista Ella A. Boole (159.623 votos) y el socialista Jacob Panken (151.246). Su plataforma había pedido la construcción de viviendas sin fines de lucro para los trabajadores, escuelas vecinas mejoradas, servicios públicos de electricidad y mercados de alimentos básicos, y seguro de salud y desempleo financiado por el estado para todos los estadounidenses. 
Schneiderman fue miembro fundador de la Unión Estadounidense por las Libertades Civiles, y se hizo amiga de Eleanor Roosevelt y su esposo, Franklin D. Roosevelt. En 1926, fue elegida presidenta del National WTUL, un puesto que conservó hasta su jubilación. En 1933, fue la única mujer nombrada en la Junta Asesora Laboral de la Administración Nacional de Recuperación por el presidente Roosevelt, y fue miembro de la "confianza del cerebro" de Roosevelt durante esa década. De 1937 a 1944 fue secretaria de trabajo del estado de Nueva York e hizo campaña por la extensión de la seguridad social a las trabajadoras domésticas y por la igualdad salarial para las trabajadoras. A fines de la década de 1930 y principios de la década de 1940, participó en los esfuerzos para rescatar a los judíos europeos perseguidos por los alemanes, pero solo pudo rescatar a un pequeño número. Albert Einstein le escribió: "Debe ser una fuente de profunda gratificación para ti hacer una contribución tan importante para rescatar a nuestros compañeros judíos perseguidos de su calamitoso peligro y guiarlos hacia un futuro mejor".

### Sufragio de las mujeres
A partir de 1907, en la Primera Convención de Mujeres Sindicalistas, Schneiderman argumentó que la participación política de las mujeres era necesaria para abordar sus malas condiciones de trabajo. En consecuencia, ayudó a expandir el movimiento de sufragio femenino, que se asoció principalmente con las mujeres de clase media, para incluir a las mujeres de clase trabajadora, especialmente a las trabajadoras de fábricas, e incorporar los problemas que enfrentaban. Se convirtió en una oradora popular en las organizaciones de sufragio que se centraron en las mujeres trabajadoras, incluidas la Liga de la Igualdad de las Mujeres Autosuficientes de Harriot Stanton Blatch y American Suffragettes, un grupo militante con sede en la ciudad de Nueva York.
En 1912, en nombre de la Asociación Nacional de Sufragio de Mujeres (NWSA), viajó por las ciudades industriales de Ohio, dando conferencias a hombres trabajadores para obtener apoyo para un referéndum de sufragio estatal. Para ganar el apoyo de los hombres, enfatizó cuán beneficioso sería el derecho a voto de las mujeres trabajadoras para los problemas laborales. Como más tarde explicó, "Mi argumento para ellos fue que si sus esposas e hijas fueran expulsadas, el trabajo podría influir enormemente en la legislación". Si bien Schneiderman fue aclamada como una oradora poderosa, el referéndum de 1912 no se aprobó, y no sería hasta 1923, después de la aprobación de la Decimonovena Enmienda federal que otorgó a las mujeres el derecho al voto, que la frase "hombre blanco", en referencia a votar, sería removido de la Constitución de Ohio.
En 1917, el mismo año en que Nueva York votaría en un referéndum sobre el sufragio femenino, Schneiderman fue nombrada jefa de la sección industrial de la Asociación de Sufragio Femenino de Nueva York. En esta capacidad, habló en las reuniones sindicales de hombres (aunque muchos empleadores habían intentado prohibir que los hombres hablaran con activistas), distribuyó literatura e instituyó una serie de cartas abiertas que explicaban cómo el sufragio podría ayudar a las mujeres a mejorar sus propias condiciones de trabajo. El día de las elecciones, Schneiderman y varios amigos atendieron en tres distritos electorales, la primera vez, escribió más tarde, que habían visto el interior de un colegio electoral. El referéndum pasó, otorgando a las mujeres de Nueva York pleno derecho de voto. 
Después de la aprobación de la Decimonovena Enmienda en 1920, las feministas se reagruparon y, bajo el liderazgo del Partido Nacional de la Mujer, persiguieron la aprobación de la Enmienda de Igualdad de Derechos (ERA) a la Constitución de los Estados Unidos, que proponía la igualdad de derechos para todos los ciudadanos, independientemente del sexo. Sin embargo, al igual que otras activistas laborales femeninas, Schneiderman se opuso a la ERA, temiendo que privaría a las mujeres trabajadoras de las protecciones legales especiales por las cuales la WTUL había luchado tanto, incluida la regulación de los salarios y las horas, y la protección contra el despido y las condiciones de trabajo peligrosas durante el embarazo.

## Legado
A Schneiderman se le atribuye haber acuñado una de las frases más memorables del movimiento de mujeres y el movimiento laboral de su época: 
Lo que quiere la mujer que trabaja es el derecho a vivir, no simplemente a existir: el derecho a la vida como la mujer rica tiene derecho a la vida, y al sol, a la música y al arte. No tiene nada que el trabajador más humilde no tenga derecho a tener también. La trabajadora debe tener pan, pero también debe tener rosas. Ayuda, mujeres privilegiadas, denle la boleta para luchar.
Su frase "Pan y Rosas", se asoció con una huelga textil de 1912 de trabajadores en su mayoría inmigrantes, en su mayoría mujeres en Lawrence, Massachusetts. Más tarde fue utilizado como el título de una canción de James Oppenheim y Mimi Fariña la puso en música y lo cantaron varios artistas, entre ellos Judy Collins y John Denver.
En 1949, Schneiderman se retiró de la vida pública, haciendo ocasionalmente discursos y apariciones en radio para varios sindicatos, y dedicó su tiempo a escribir sus memorias, que publicó bajo el título All for One, en 1967. 
Schneiderman era lesbiana, nunca se casó y trató a sus sobrinas y sobrinos como si fueran sus propios hijos. Tuvo una relación a largo plazo con Maud O'Farrell Swartz (1879-1937), otra mujer de clase trabajadora activa en el WTUL, hasta la muerte de Swartz en 1937. 
Rose Schneiderman murió en la ciudad de Nueva York el 11 de agosto de 1972, a los noventa años. En un obituario que apareció en The New York Times, se le atribuyó haber enseñado a Eleanor y Franklin D. Roosevelt "la mayor parte de lo que sabían sobre los sindicatos" y tener una influencia indirecta en la aprobación de la Ley Nacional de Relaciones Laborales de 1935 (también conocida como la Ley Wagner), la Ley Nacional de Recuperación Industrial, y otra legislación del New Deal. El obituario también declaró que había hecho "más para mejorar la dignidad y el nivel de vida de las mujeres trabajadoras que cualquier otro estadounidense".

### Controversia mural Maine
En marzo de 2011, casi 100 años después del incendio de la Triangle Shirtwaist Factory, el gobernador republicano de Maine, Paul LePage, quien fue inaugurado en enero del mismo año, tenía un mural de tres años de 36 pies de ancho con escenas de Los trabajadores de Maine en el edificio del Departamento de Trabajo en Augusta fueron retirados y llevados a un lugar secreto. El mural tiene 11 paneles y también una imagen que muestra a Rose Schneiderman, aunque nunca había vivido ni trabajado en Maine. Según The New York Times, "LePage también ordenó cambiar el nombre de las siete salas de conferencias del Departamento de Trabajo. Uno lleva el nombre de César Chávez, el líder de los trabajadores agrícolas; uno después de Rose Schneiderman, líder de la Liga de Sindicatos de Mujeres de Nueva York hace un siglo; y uno después de Frances Perkins, quien se convirtió en la primera secretaria de trabajo femenina de la nación y está enterrada en Maine".
El 1 de abril de 2011, se reveló que se había presentado una demanda federal en un tribunal de distrito de los EE. UU. que buscaba "confirmar la ubicación actual del mural, asegurar que la obra de arte esté adecuadamente conservada y, en última instancia, restaurarla al lobby del Departamento de Trabajo en Augusta". El 23 de marzo de 2012, el juez federal de distrito John A. Woodcock dictaminó que la eliminación del mural era una forma protegida de discurso del gobierno y que la eliminación de LePage no sería diferente de su negativa a leer en voz alta una historia de trabajo en Maine. Un mes después, los partidarios del mural presentaron un aviso de apelación ante la Corte de Apelaciones del Primer Circuito en Boston. El tribunal rechazó la apelación el 28 de noviembre de 2012. El 13 de enero de 2013, se anunció que el mural se había colocado en el atrio del Museo del Estado de Maine según un acuerdo entre el Museo y el Departamento de Trabajo, y que estaría disponible para que el público lo vea al día siguiente.

### Citas
1. ↑  «Responsibility Is on All Citizens». The Survey (New York: Charity Organization Society) 26 (2): 84-85. 1911. Consultado el 27 de octubre de 2017.
2. ↑  Brown, 1922, pp. 347–348, 350.
3. ↑  Orleck, 2009.
4. ↑  Orleck, Annelise (1995). Common sense & a little fire : women and working-class politics in the United States, 1900-1965. Chapel Hill: University of North Carolina Press. pp. 88, 94. ISBN 0585038139. OCLC 42854618.
5. ↑  Schneiderman, Rose (1967). All for One. New York: P.S. Eriksson. pp. 122.
6. ↑  «Ohio Women's Suffrage, Amendment 23 (September 1912)». Ballotpedia (en inglés). Consultado el 18 de diciembre de 2018.
7. ↑  Schneiderman, Rose (1967). All for One. New York: P.S. Eriksson. pp. 124–125.
8. ↑  Schneiderman, Rose (1967). All for One. New York: P.S. Eriksson. pp. 126.
9. ↑  Eisenstein, 1983, p. 32.
10. ↑  Cassidy, Laurie; O’Connell, Maureen H.O., eds. (2012). Feminist Theological Aesthetics: She Who Imagines. Collegeville, Minnesota: Liturgical Press. p. 15. ISBN 9780814680278.
11. ↑  Morris, David (8 de abril de 2011). «When Unions are Strong, Americans Enjoy the Fruits of Their Labor». p. The Huffington Post. Consultado el 27 de octubre de 2017.
12. 1 2  Efrem, Maia (27 de abril de 2011). «An Aunt's Legacy Is Erased in Maine: A Century after Triangle Fire, Labor Activist's Name Is Purged». The Jewish Daily Forward (New York). Archivado desde el original el 2 de mayo de 2011. Consultado el 27 de octubre de 2017.
13. ↑  «Rose Schneiderman». 14 de agosto de 1972.
14. ↑  «Mural of Maine's Workers». 23 de marzo de 2011. Consultado el 27 de octubre de 2017.
15. ↑  Greenhouse, Steven (23 de marzo de 2011). «Mural of Maine's Workers Becomes Political Target». The New York Times. Consultado el 27 de octubre de 2017.
16. ↑  «Fed. Lawsuit Filed over Maine Labor Mural Removal». The Boston Globe. The Associated Press. 1 de abril de 2011. Consultado el 27 de octubre de 2017.
17. ↑  Cover, Susan M. (24 de marzo de 2012). «Judge Sides with LePage on Mural Removal». Kennebec Journal (Augusta, Maine: MaineToday Media). Archivado desde el original el 25 de marzo de 2012. Consultado el 12 de julio de 2012.
18. ↑  «Labor Mural Plaintiffs File Notice of Appeal». Augusta, Maine: MaineToday Media. 24 de abril de 2012. Consultado el 12 de julio de 2012.
19. ↑  «1st Circuit Rejects Maine Labor Mural Appeal». Bangor Daily News (Bangor, Maine). The Associated Press. 28 de noviembre de 2012. Consultado el 28 de noviembre de 2012.
20. ↑  «Labor Mural LePage Had Removed to Get New Home at Maine State Museum». Bangor Daily News (Bangor, Maine). 13 de enero de 2013. Consultado el 14 de enero de 2013.